# Slaviša Žungul
Slaviša Žungul (Požarevac, 28. srpnja 1954.), bivši hrvatski nogometaš, legendarni napadač Hajduka, u Americi poznatiji kao Steve Zungul, "Kralj malog nogometa".
Počeo je s nogometom u redovima splitskog Hajduka za kojeg je odigrao sve ukupno 303 utakmice i zabio 176 golova. Uz napadača najčešće je igrao desno krilo gdje se iskazao brzinom i probojnošću. U "bilom" dresu tri je puta bio državni prvak, a četiri puta pobjednik kupa. Za seniorsku reprezentaciju Jugoslavije u tom je vremenu odigrao 14 utakmica, uz 2 utakmice za omladinsku (1972.) i 1 za mladu reprezentaciju (1974.). Na europskom je prvenstvu nastupio 1976. dok na svjetsko nije smio jer nije nikada služio u jugoslavenskoj vojsci. Nakon Hajduka otišao je u SAD igrati mali nogomet za New York Arrowse. Jugoslavenski nogometni savez ga je pustio ne znajući da se Žungul ne namjerava vratiti. 
Četiri je godine dominirao na parketu (od 1979. do 1982. bio najbolji igrač turnira), a nakon toga opet zaigrao veliki nogomet za Golden Bay. 1984., posljednje NASL sezone, dobio je nagradu za MVP ("most valuable player", tj. najvrijednijeg igrača) sezone, zbog 20 golova i 10 asistencija u 24 utakmice. Potom se opet vraća u malonogometnu MISL ligu, ovaj put za San Diego Sockerse. Od 1986. igra za Tacomu, a zatim se vraća u San Diego gdje 1990. završava karijeru. U međuvremenu je opet bio među najboljim igračima. Jedno vrijeme je sa 715 pogodaka držao rekord lige u postignutim golovima, koji je sada na četvrtom mjestu.
Danas (2018.) živi u Escondidu kod San Diega u Kaliforniji.
Statistika u Hajduku
| Natjecanje        | Nastupi | Zgoditci |
| ----------------- | ------- | -------- |
| Prvenstvo         | 177     | 82       |
| Kup               | 21      | 13       |
| Superkup          | 0       | 0        |
| Međunarodne       | 22      | 14       |
| Splitski podsavez | 0       | 0        |
| Ukupno            | 220     | 109      |
| Prijateljske      | 122     | 73       |
| Sveukupno         | 342     | 182      |